# Teòcrest (escriptor)
Teòcrest (en llatí Theochrestus, en grec antic Θεόχρηστος) va ser un historiador grec que menciona un escoli a Apol·loni Rodi i el fa autor d'una obra sobre Líbia.
Pel tema del llibre se suposa que va néixer a aquesta part d'Àfrica. No se sap si era el mateix personatge que Teòcrest el Vell, (o potser Teòcrest el Jove) vencedor als Jocs Olímpics.
Plini el Vell l'esmenta com una de les seves fonts per la confecció de la Naturalis Historia.